# Lycophidion
Lycophidion es un género de serpientes de la familia Lamprophiidae. Sus especies se distribuyen por África.

## Especies
Se reconocen las 20 especies siguientes:
- Lycophidion acutirostre Günther, 1868
- Lycophidion albomaculatum Steindachner, 1870
- Lycophidion capense (Smith, 1831)
- Lycophidion depressirostre Laurent, 1968
- Lycophidion hellmichi Laurent, 1964
- Lycophidion irroratum (Leach, 1819)
- Lycophidion laterale Hallowell, 1857
- Lycophidion meleagris Boulenger, 1893
- Lycophidion multimaculatum Boettger, 1888
- Lycophidion namibianum Broadley, 1991
- Lycophidion nanus (Broadley, 1958)
- Lycophidion nigromaculatum (Peters, 1863)
- Lycophidion ornatum Parker, 1936
- Lycophidion pembanum Laurent, 1968
- Lycophidion pygmaeum Broadley, 1996
- Lycophidion semiannule Peters, 1854
- Lycophidion semicinctum Duméril, Bibron & Duméril, 1854
- Lycophidion taylori Broadley & Hughes, 1993
- Lycophidion uzungwense Loveridge, 1932
- Lycophidion variegatum Broadley, 1969